# المجموعة الفردانية LT
المجموعة الفردانية LT أو LT-L298/P326 أو السُّلالة LT، (والمعروفة سابقًا باسم K1 حتى عام 2008)، هي سلالة بشرية ذكوريَّة. وطفراتها المحددة لها هي L298 وP326.
لم يتم التعرف على أي حالات مؤكدة للمجموعة شبه القاعدية LT* بين الذكور الأحياء أو الرفات البشرية.

## التنظيم
يُعتقد عمومًا أن طفرتي (L298/P326) للسُّلالة LT نشأ في مكان ما في آسيا.
LT هو سليل مباشر للمجموعة الفردانية K (M9).
المتحدرون المباشرون من LT هم المجموعة الفردانية L (M20)، المعروفة أيضًا باسم K1a، ومجموعة الفردانية T (M184)، المعروفة أيضًا باسم K1b.

## توزيع
المجموعة الفردانية LT هي سلالة قديمة موزعة على نطاق واسع بتركيزات منخفضة. ظهرت منذ ما يقرب من 30.000 إلى 40.000 سنة مضت، ربما في غرب آسيا.
تم العثور على نسله بشكل رئيسي في السكان الأصليين في القرن الأفريقي وشمال أفريقيا وجنوب آسيا وغرب آسيا وآسيا الوسطى وأوروبا .
يوجد L-M20 بأعلى تردد له في الشرق الأوسط ، وبترددات منخفضة في الهند وباكستان وأفغانستان وأوروبا.
T-M184 هو الأكثر شيوعًا في القرن الأفريقي ووادي النيل وشبه الجزيرة العربية وإيران وكذلك في بعض مناطق شرق الهند وأوروبا.